# Dějiny Győru
Město Győr neboli Ráb je jedním z nejstarších na území Maďarska. Kontinuální osídlení zde existovalo ještě před příchodem Maďarů do Karpatské kotliny.

## Doba před příchodem Maďarů
Okolí dnešního Rábu bylo osídleno již od pravěku. Nejprve zde žily různé početné kmeny, později nejspíše Ilyrové. Archeologické nálezy včetně pevnosti jsou četné také pro období Římské říše. Prvními písemně doloženými obyvateli tu byli Keltové. Ti město pojmenovali Arrabona, z čehož se vyvinul časem i dnešní český název Ráb. Tento název používali také Římané, kteří osadu zahrnuli do systému pohraničních opevnění a sídel (tzv. Dunajský limes). Usídlili se na místním pahorku, podle archeologických nálezů různých kamenů byly dohledány záznamy o přítomnosti římského vojska, včetně oddílů samotného císaře. Město bylo přirozenou křižovatkou vojenských cest. V jeho čele stál úředník s titulem defensor. 
Ve 3. století bylo obyvatelstvo do značné míry křesťanské.
Osídlení bylo často vypalováno, ničeno a neustále také obnovováno.
V 6. století území osídlili Slované, kteří zde v 8. století koexistovali s Langobardy a s Franky, přišlými z jihu. Jejich komunity napadli Avaři. 
Slovanský živel stále převládal, i mezi lety 880 a 894, kdy byl součástí Velkomoravské říše.

## Středověk

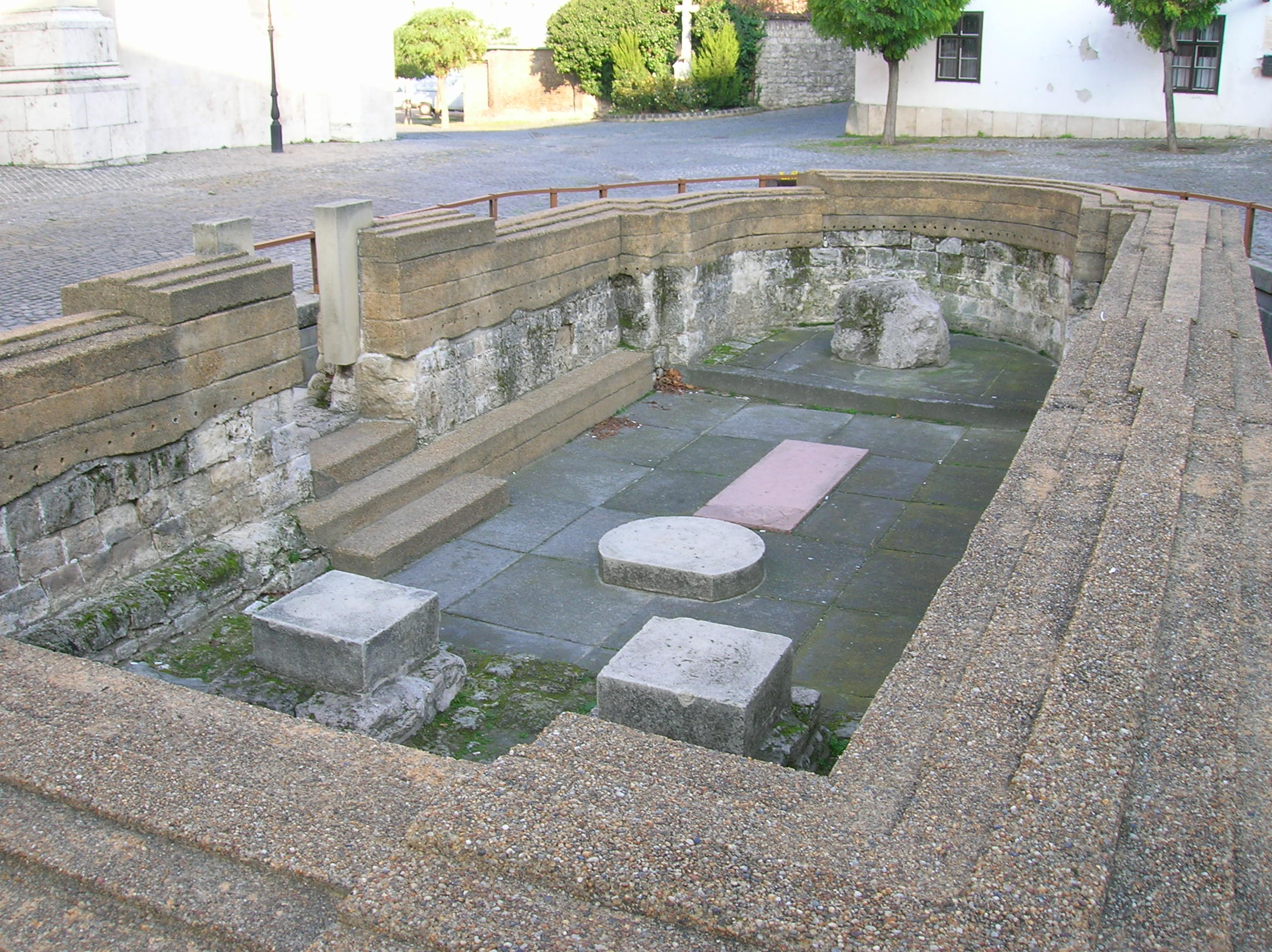
Vykopávky středověké kaple.

Kočovní Maďaři sem vtrhli na přelomu 9. a 10. století, osídlili a opravili opuštěnou římskou pevnost, nejprve zde stavěli stany, později i domy. Sv. Štěpán zde nechal zbudovat pevnost a později také palác, biskupství a kostel. Pro Maďary měl Győr nicméně strategický význam, neboť chránil zemi před případnými německými nebo českými nájezdy. Proto se také objevuje v historických záznamech jako jedna z prvních a významnějších uherských pevností. Nejstarší část města se rozvíjela v oblasti okolo dnešního lihovaru, opevnění byla budována také na vrcholku Káptalandomb, kde se dnes nachází biskupský palác (maďarsky Püspökvár). Jedná se o malé návrší nad soutokem řek Rába a Mosoni-Duna. V latině je město označováno také jako Civitas Regalis, odkazuje na loajalitu místních k tehdejší dynastii Arpádovců. 
Ve 13. století probíhalo ve městě mnoho církevních staveb. Za hranicemi středověkého města (dnešní Staré Město) se usadily mnišské řády, nejprve dominikáni, kteří zde založili svůj první uherský klášter, a poté františkáni. I v oblasti dnešního Nádorvárosu vzniklo v této době několik menších osad, postaveny zde byly také četné kostely. V témže století nicméně do slibného vývoje zasáhly vpády Mongolů a útok českých vojsk pod vedením Přemysla Otakara II. v roce 1271. 

## Turecké výboje

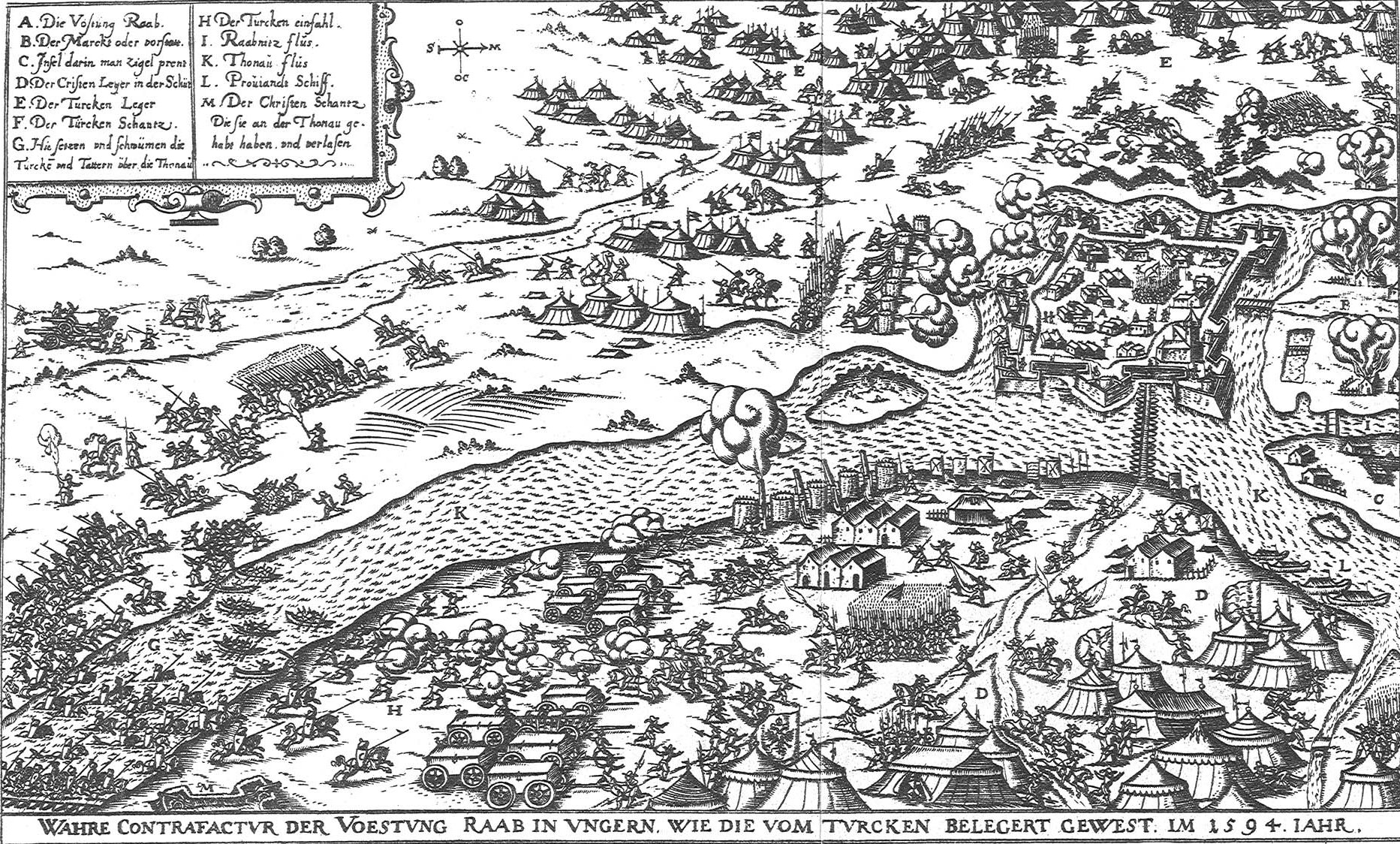
Město na vyobrazení z konce 16. století.

O dalších 300 let později, když na tehdejší Uherské království zaútočili Turci a postupovali úspěšně zemí na sever, rozhodl se místní vojenský velitel Kristóf Lambert město před Osmany zničit (vypálil jej), aby jim nepadlo do rukou. Od této doby je turecký název pro Ráb turecky Yanıkkale – spálená pevnost.
Po ústupu turecké armády dále na jihovýchod stál před Habsburky mimořádný úkol zabezpečit nově vzniklou frontovou linii, která procházela právě západním Uherskem. Bylo proto nezbytné obnovit původní opevnění, nebo vybudovat modernější protitureckou pevnost. Její výstavba byla zahájena roku 1537. Dlouho se však příliš mnoho nedělo, teprve až v 60. letech téhož století práce na nové pevnosti, která tvořila opevněný střed dnešního města nabraly větší spád. Nově opevněné město mělo tři brány, jižní (Székes-)fehérvárskou bránu, západní Vídeňskou bránu a severní Vodní neboli Dunajskou bránu, hradby byly rozdělené sedmi baštami a jednou poloviční baštou. Domy, které se nacházely uvnitř opevnění, byly postaveny především v renesančním stylu. Město bylo obehnáno vodním příkopem, který byl napájený z obou řek.
Porážka Turků u Győru a jeho znovuzískání v roce 1598 bylo bráno jako mimořádné vítězství a zajištění bezpečnosti Vídně. Turecká okupace trvala v tomto městě pouhé čtyři roky 1594 až 1598. Trvalo však ještě více než sto let než se podařilo Turky z oblasti dnešního Maďarska vypudit a vyloučit tak riziko možné invaze. Vzhledem k tomu, že byl ústup Turků postupný, získal Győr poměrně klíčový význam ještě předtím, než se podařilo dobýt zpět z osmanských rukou Budapešť.
V roce 1683 prošli Turci přes město[zdroj?] znovu k Vídni, po neúspěšném obléhání rakouské metropole a katastrofální válce se stáhli na základě Karlovického míru jižně od řek Sáva a Dunaj.

## 18. století
Po osvobození země od turecké nadvlády bylo znovu vybudováno, a to za pomocí severoitalských architektů v renesančním a barokním stylu; ze starého města se zachovalo pouze rozložení ulic. Vznikla většina dnes historicky hodnotných staveb v centru města. Do Győru se vrátily některé mnišské řády, např. františkáni a poté později karmelitáni. Roku 1749 udělila císařovna Marie Terezie Győru opět titul královského svobodného města. Rozsáhle byla přebudována oblast jižně od opevněného města (Nádorváros). V této době (v polovině 18. století) začal počet obyvatel místního nového města postupně překračoval počet lidí, kteří žili v historickém starém městě (maďarsky Belváros). Na místě původní Székesfehervárské brány (maďarsky Fehervár kapu) vznikla vodárenská věž.

Díky své výhodné poloze na křižovatce obchodních cest mezi dvěma centry Rakouska, Vídní a Budapeští (tehdy Budínem) a zásluhou rozvoje náboženství, řemesel a kultury město prosperovalo. Roku 1627 přišli jezuité, kteří kromě kostela a koleje založili školu a nastolili rekatolizaci města. V roce 1743 Győr získal od královny Marie Terezie statut svobodného královského města. Slibný růst zpomalily již tereziánské války o dědictví slezské a zastavily jej napoleonské války. 

## 19. století

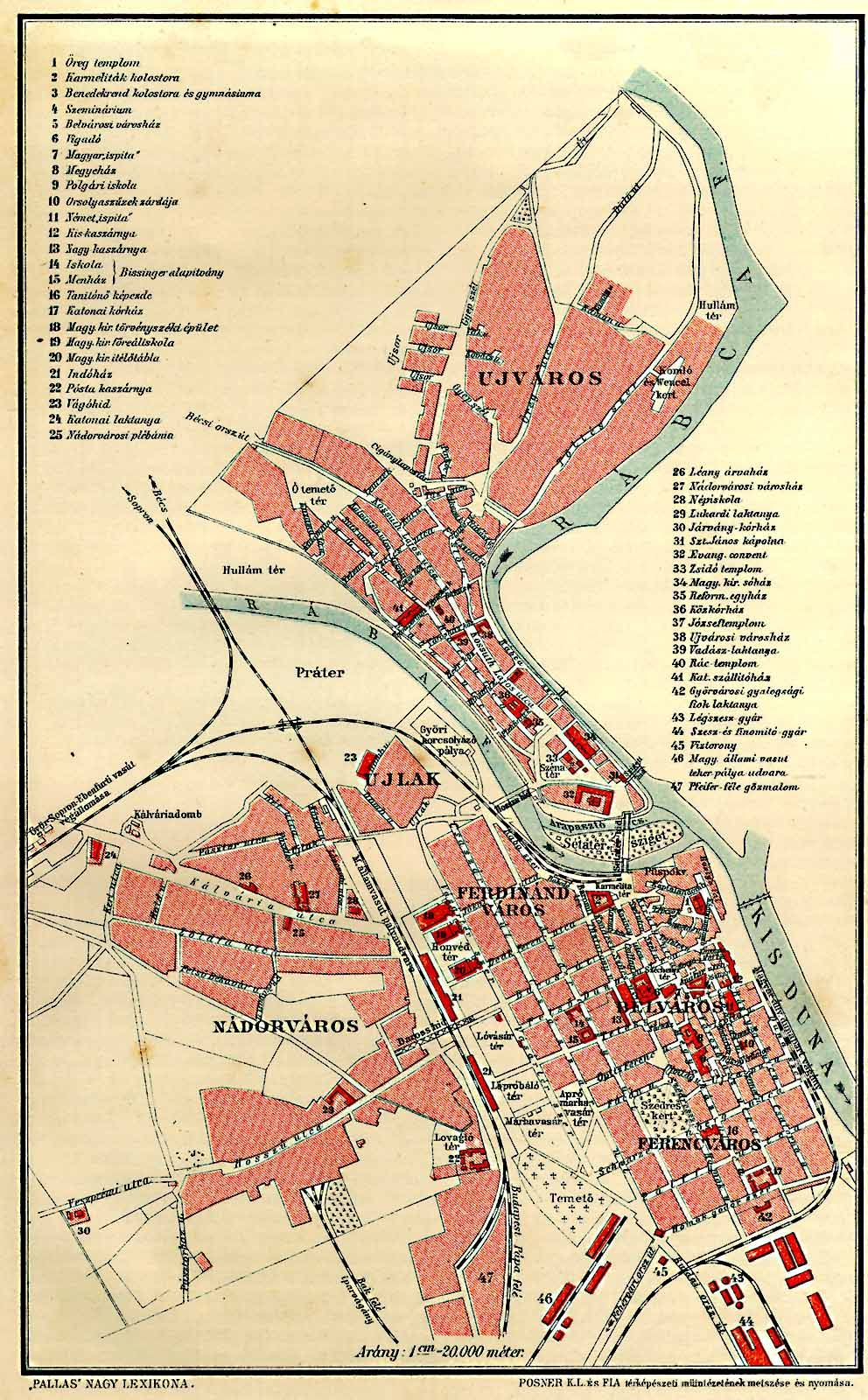
Győr na konci 19. století. Mapa zobrazuje západ nahoře.

V roce 1809 došlo v blízkosti města k povstání, které se časově překrývá s Napoleonovým tažením po tehdejší Habsburské monarchii. Po vzpouře navštívil francouzský vojevůdce město a nechal zbourat část mocných hradeb. Po skončení válek představitelé města uznali, že středověké opevnění již svůj účel neplní, a tak všechny zdi, s výjimkou městských bran a dále zdí poblíž Dunaje a Mosoni-Duny nechali strhnout. Na místě původních bran se dnes nacházejí náměstí, která je svým názvem připomínají (náměstí Dunajské brány, náměstí Vídeňské brány apod.) Následoval rozvoj města směrem na jih a na východ a hlavně přestavba původního jádra Győru. 
Již v polovině 19. století zde byl čilý společenský život, v jehož čele stála vzdělaná elita. Vycházely noviny a časopisy. Město mělo svoji úlohu během revolučních let 1848 a 1849. Bylo přezdíváno za svojí aktivní roli jako uherské Marseille a následně po porážce povstání také potrestáno.
Rozvoji města přispěla i stále intenzivnější plavba na Dunaji, na jehož rameni se samotný Győr nachází. Výstavba železnice však přeložila dopravu mezi Vídní a Budapeští dál od města (na Žitný ostrov, přes Nové Zámky a Štúrovo), a tak Győr nakonec ztratil na významu. Od 60. let 19. století začaly objemy např. obilnin, které byly v Győru překládány, postupně klesat. Rozhodující byl nakonec ale rozvoj strojírenského průmyslu. Roku 1896 byl založen strojírenský podnik Rába, zaměřený především na výrobu železničních vozů a lokomotiv, později i automobilů. Do konce století se z Győru stalo jedno z nejprůmyslovějších měst tehdejších Uher (po Budapešti, Bratislavě a Temešváru. Na místní právnické fakultě studovaly významné osobnosti maďarských dějin, jakými byli např. Ferenc Deák nebo Lajos Batthyány. 

## 20. století

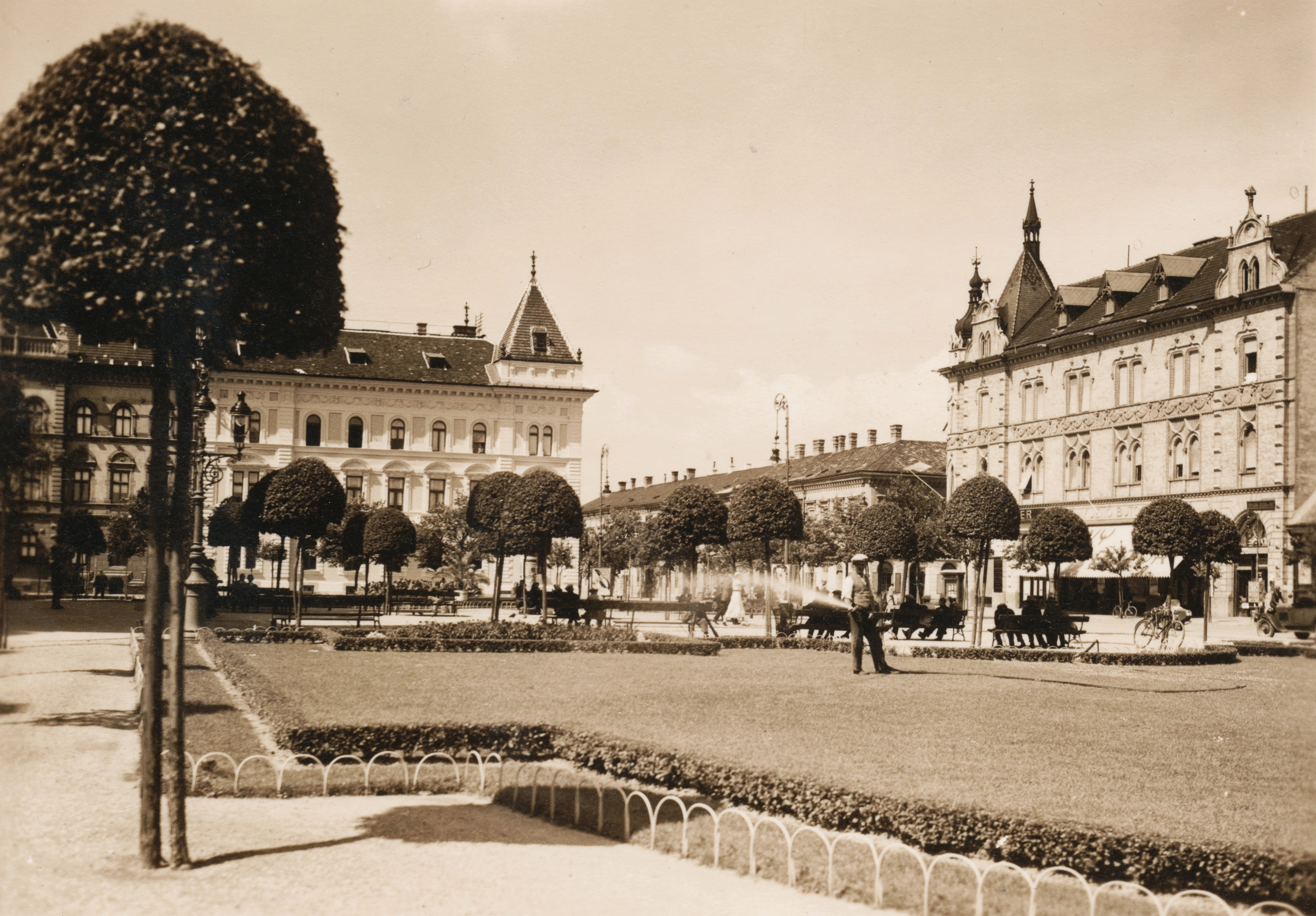
Místní radnice s okolím v roce 1926.

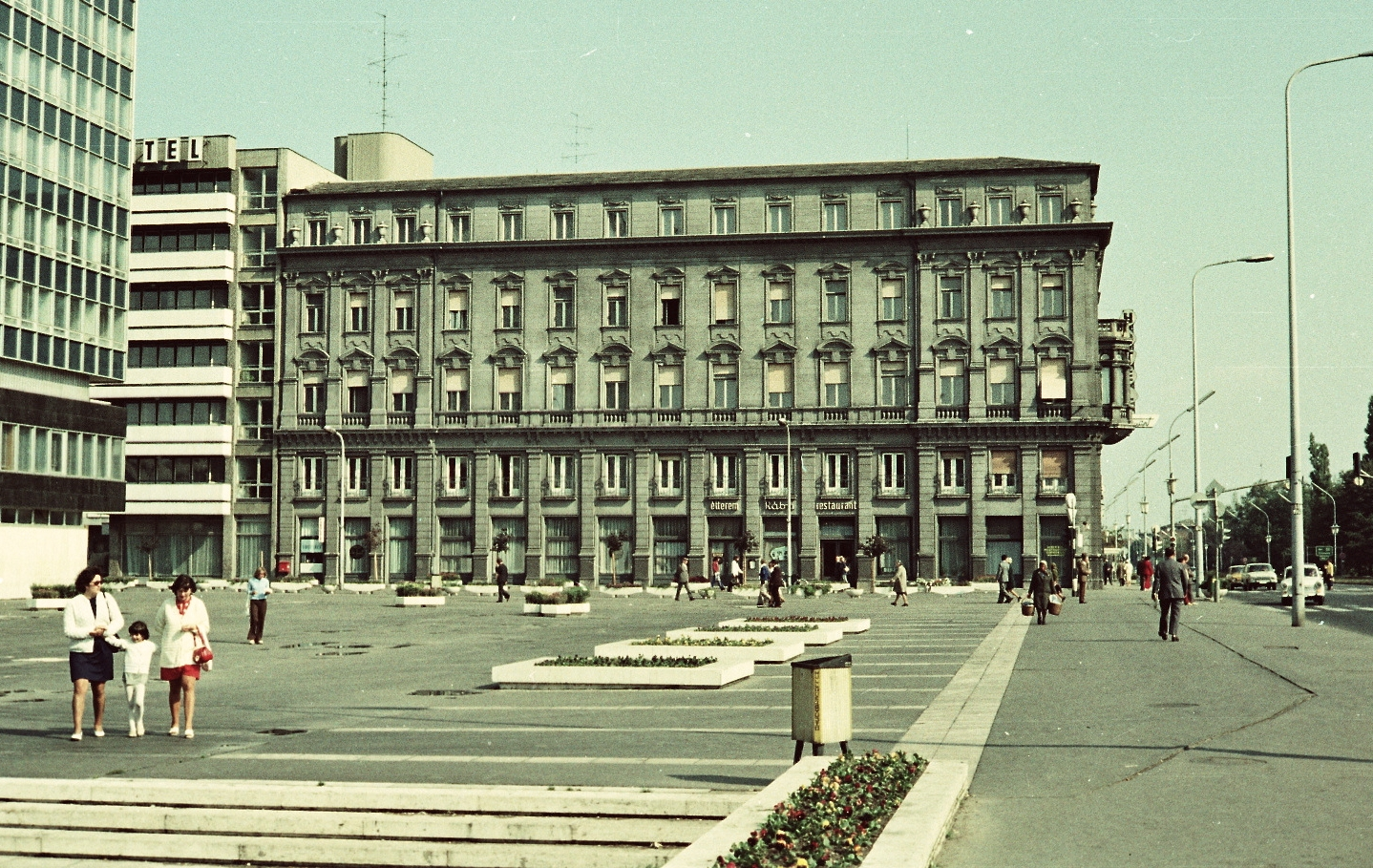
Střed města v 70. letech 20. století.

Na počátku 20. století pokračoval rychlý hospodářský i kulturní rozvoj, který probíhal v celém Uhersku. Jižně od centra byla vybudována třída sv. Štěpána, která navazovala na síť ulic v centru. Obklopily ji reprezentativní budovy, včetně nové radnice. Rozšíření uliční sítě z historického jádra města dále zachytily mapy třetího vojenského mapování z přelomu století. Šíření města si vyžádalo také úpravy terénu poblíž vodních toků a zasypání některých ostrovů, jakým byl např. Duna rét východně od města (dnes se zde nachází část průmyslové zóny).
Došlo k rozsáhlé výstavbě i integraci prvních okolních vesnic, mezi které patřila např. Révfalu. Ještě před vypuknutím první světové války se zde objevily první stavby secesní architektury. Během konfliktu zde byla významná továrna na výrobu kanónů. Postaven byl také plavební průmyslový kanál (maďarsky Ipari csatorna), který vedl do místní průmyslové zóny, umožnil napojit továrny na veletok Dunaje a dnes je ukázkou stavitelství své doby. 
Během krátkého období existence Maďarské republiky rad zde docházelo k řadám soudních procesů.
V roce 1921 město navštívil poslední rakouský císař a uherský král Karel I. (spolu se Šoproní) a byl přivítán svými věrnými. Pokusil se v Győru o získání podpory pro návrat na uherský trůn. Zde a v Komáromu podporu získal, nicméně převrat se mu nezdařil. Po roce 1918 se Győr začal profilovat jako druhé nejprůmyslovější město v novém Maďarsku (po metropoli Budapešti a před zahájením industrializace dalších sídel). Rozpad mocnářství však zasadil místnímu průmyslu drtivou ránu, další byla potom hospodářská krize v roce 1929. Právě zde premiér Gyula Gömbös přednesl svůj program pro pomoc maďarskému venkovu. Ekonomicky se situace začala zlepšovat až na konci 30. let 20. století v souvislosti s obecně vzrůstajícími vojenskými rozpočty jednotlivých států. Díky tomu, že horthyovské Maďarsko zahájilo zbrojení, získaly místní podniky konečně více zakázek.
V roce 1931 byly zprovozněny místní lázně.
Během druhé světové války, když nacisté obsadili Maďarsko, začaly se organizovat deportace Židů. Ti, podle sčítání lidu z roku 1910, do té doby představovali 12,6 % místní populace. 13. května 1944 zde nacisté zřídili ghetto. 11. a 14. června pak byly vypraveny dva vlaky, kterými byli odvezeni Židé z města i okolních obcí do koncentračního tábora Auschwitz-Birkenau v dnešním Polsku. Během těchto dvou dnů bylo deportováno celkem 5635 osob. Téměř všichni z nich zahynuli ve vyhlazovacím táboře, nebo ještě cestou v uzavřených nákladních vagónech vlaku. Některým Židům bylo umožněno zůstat, ti však byli zmasakrováni 26. března 1945, jen několik hodin před osvobozením spojeneckou armádou.
V měsíci březnu 1945, před koncem druhé světové války, byl Győr nepřetržitě tři dny bombardován spojeneckými leteckými silami. Místní továrny se podílely na výrobě tanků a leteckých motorů a proto byly pro spojence klíčovými cíli. Zhruba ze 6000 budov ve městě bombardování přežilo pouze cca 200 budov, kde jakoby zázrakem se právě bomby z velké části vyhnuly historickému středu města. Ustupující německá armáda potom na začátku roku 1945 zničila všechny významnější mosty ve městě.
Po druhé světové válce byla zahájena obnova města. Rekonstruováno bylo historické jádro Győru, řada původně hodnotných budov nicméně byla stržena. Jednalo se o zástavbu převážně v jižní části města. 
Győr sehrál velmi důležitou roli v revoluci v roce 1956 a byla zde založena Zadunajská národní rada.
Realizována byla také výstavba nových, panelovýchsídlišť. Jednalo se nejprve o Adyváros, poté sídliště Józsefa Atilly a nakonec Marcalváros. Roku 1978 byla v moderní budově otevřena místní pobočka národního divadla. V roce 1965 byla založena univerzita (Univerzita Istvána Széchenyiho), která zde má i svůj kampus v severozápadní části města. 
I přes poválečnou obnovu postupem desítek let nicméně historické centrum pozvolna chátralo. Jeho obnova začala v 70. letech 20. století a od 90. let 20. století byla značně zintezivněna. V této činnosti se stále postupně pokračuje, za rekonstrukci historického jádra město získalo ocenění Europa Nostra. Po roce 1989 došlo vzhledem k úpadku těžkého průmyslu v Maďarsku a sníženým požadavkům na zbrojení k transformaci ekonomiky. Vznikly nové průmyslové zóny, ve kterých začaly působit západoevropské společnosti (například Audi). Na počátku 21. století tak město patřilo spolu se svým regionem k ekonomicky silnějším částem Maďarska.

## 21. století
Na přelomu 20. a 21. století získalo město napojení na dálnici (dálnice M1) spojující Vídeň s Budapeští. Došlo rovněž i suburbanizaci okolí města, která byla živena jednak pocitem potřeby bydlení v přírodě a jednak snaží dostupností vlastního bydlení dále od centra města a diskreditací nájemního bydlení z doby socialismu.
Město v 21. století neúspěšně kandidovalo na Evropské město kultury v roce 2023.